# فارست رو
فارست رو (به انگلیسی: Forest Row) یک روستا و محله مدنی در بریتانیا است که در Wealden واقع شده‌است. فارست رو ۳۲٫۵ کیلومتر مربع مساحت و ۴٬۹۵۴ نفر جمعیت دارد.